# Tibor Takács
Tibor Takács (* 28. ledna 1944) je bývalý slovenský fotbalista, útočník.

## Fotbalová kariéra
V československé lize hrál za ZVL Žilina a Tatran Prešov. Nastoupil ve 102 ligových utkáních a dal 22 gólů. V Poháru UEFA nastoupil v 1 utkání.

## Ligová bilance
| Ročník                                   | Zápasy | Góly | Klub           |
| ---------------------------------------- | ------ | ---- | -------------- |
| 1. československá fotbalová liga 1966/67 | 11     | 7    | Jednota Žilina |
| 1. československá fotbalová liga 1967/68 | 15     | 4    | Jednota Žilina |
| 1. československá fotbalová liga 1968/69 | 8      | 0    | ZVL Žilina     |
| 1. československá fotbalová liga 1969/70 | 19     | 0    | Tatran Prešov  |
| 1. československá fotbalová liga 1970/71 | 13     | 1    | Tatran Prešov  |
| 1. československá fotbalová liga 1971/72 | 16     | 5    | Tatran Prešov  |
| 1. československá fotbalová liga 1972/73 | 17     | 5    | Tatran Prešov  |
| 1. československá fotbalová liga 1973/74 | 3      | 0    | Tatran Prešov  |
| CELKEM                                   | 102    | 22   |                |